# Гринуэй, Марк
Марк «Барни» Гринуэй (англ. Mark «Barney» Greenway; род. 13 июля 1969 г.) — британский музыкант, который является действующим вокалистом Napalm Death.. Также он известен благодаря участию в таких группах, как Extreme Noise Terror и Benediction.
Гринуэй практически не принимает участия в написании музыки, но является автором большинства текстов группы. Лирика Гринуэя, как и его интервью, характеризуется высокой степенью политизированности, Гринуэй отмечал, что в плане написания текстов на него во многом повлияла группа Crass.

## Биография
Марк Гринуэй родился 13 июля 1969 года в Грэйт Барре (англ. Great Barr) (район между Бирмингемом и Уолсоллом, Уэст-Мидлендс, Англия). В числе групп, оказавших на него музыкальное влияние Гринуэй упоминает Dead Kennedys, Discharge, Anti Cimex, Celtic Frost, Death, Swans, My Bloody Valentine, Minor Threat.
В феврале 1989 года вместе с Полом Адамсом (бас), Питером Рю и Дареном Бруксом (гитары) Гринуэй сформировал в Бирмингеме дэт/трэш-метал-группу Benediction, в составе которой записал демо The Dreams You Dread (1989) и дебютный альбом Subconscious Terror (1990). Продюсированием альбома, помимо самих участников группы, занимался барабанщик Napalm Death Мик Харрис. После ухода из Napalm Death Ли Дорриана, переключившегося на свою группу Cathedral, Гринуэй занял вакантное место вокалиста.
В одном из интервью 2005 года Барни заявил, что не станет петь ни в какой другой команде после Napalm Death.

## Дополнительные сведения
- Прозвище «Барни» Гринуэй получил в честь Барни Раббла (англ. Barney Rubble) — персонажа мультсериала Флинтстоуны. Испытывая в конце 1980-х годов проблемы с алкоголем, Гринуэй, будучи нетрезвым, вёл себя совершенно неконтролируемо, из-за чего был прозван Rubble — кличка, которая впоследствии преобразовалась в Barney[5].
- Вокал Гринуэя натурален: для гроулинга не используется никаких звуковых эффектов.
- Гринуэй — убеждённый вегетарианец[8].
- В числе особо любимых групп называет американский дэт/краст-панк коллектив Trap Them, заявляя, что они сумели возродить его угасшую веру в метал[9].
- Лучшей современной грайндкор-группой Гринуэй считает Nasum, подчёркивая, что они стилистически близки к Napalm Death[5].
- Помимо Napalm Death Гринуэй работает в компании, занимающейся дистрибуцией видеоигр[5].

## Дискография

### С группой Napalm Death

#### Студийные альбомы
- Harmony Corruption (1990)
- Utopia Banished (1992)
- Fear, Emptiness, Despair (1994)
- Diatribes (1996)
- Inside the Torn Apart (1997)
- Words from the Exit Wound (1998)
- Enemy of the Music Business (2000)
- Order of the Leech (2002)
- Leaders Not Followers: Part 2 (2004)
- The Code Is Red… Long Live the Code (2005)
- Smear Campaign (2006)
- Time Waits For No Slave (2009)
- Utilitarian (2012)
- Apex Predator – Easy Meat (2015)
- Throes of Joy in the Jaws of Defeatism (2020)
- Resentment Is Always Seismic – A Final Throw of Throes (2022)

### Компиляционные альбомы
- The Peel Sessions (1989)
- Death by Manipulation (1992)
- The Complete Radio One Sessions (2000)
- Noise for Music's Sake (2003)
- Coded Smears And More Uncommon Slurs (2018)

#### Концертные альбомы
- Live in Europe (7", 1989)
- Live Corruption (1992)
- Bootlegged in Japan (1998)
- Punishment in Capitals (2002)

#### Синглы и мини-альбомы
- Suffer the Children (1990)
- Harmony Corruption bonus live EP (EP, 1990)
- Mass Appeal Madness (EP, 1991)
- Utopia Banished Bonus CD (EP, 1992)
- The World Keeps Turning (EP) (1992)
- Nazi Punks Fuck Off (EP) (1993)
- Hung (EP, 1994)
- Plague Rages (Promo, 1994)
- Greed Killing (EP) (1996)
- Cursed to Tour (split with At the Gates, 1996)
- In Tongues We Speak (split-CD with Coalesce) (1997)
- Breed to Breathe (EP, 1997)
- Leaders Not Followers (EP) (1999)
- Tsunami Benefit (Split CD with The Haunted and Heaven Shall Burn) (2005)

### С группой Benediction
- The Dreams You Dread (demo)
- Confess All Goodness (1990, Сплит-EP с Pungent Stench)
- Subconscious Terror (1990)
- Dark is the Season (1992) (только на песне «Forged in Fire»)

### С группой Extreme Noise Terror
- Damage 381 (1997)

### Иные участия
- Cerebral Fix — Death Erotica — вспомогательные вокалы на «Never Again»
- The Haunted — rEVOLVEr — вспомогательная роль в музыкальном видео «No Compromise»
- Cephalic Carnage — Anomalies — вспомогательные вокалы
- Ginger — A Break In The Weather — вспомогательные вокалы на «The Dying Art Of The Chorus»
- Dream Theater — International Fan Club Christmas CD — вокал на кавер-версии группы Metallica’s «Damage Inc.»
- Withered — Foile Circulare — вспомогательные вокалы на «…The Faded Breath» and «Clamor Beneath»
- This Is Menace — The Scene Is Dead — вокал на «Beg for Silence»
- Born From Pain — War — вокал на «Behind Enemy Lines»
- Kill II This — Deviate — вспомогательные вокалы на «The Flood»
- Extortion — Loose Screws — гостевой вокал на «Grind To A Halt»
- Volbeat — Beyond Hell / Above Heaven — гостевой вокал на «Evelyn»